# Microgale jenkinsae
Microgale jenkinsae — вид  ссавців родини Тенрекові (Tenrecidae).

## Поширення, екологія
Вид відомий тільки з типового місця знаходження в лісі Мікея в південно-західному Мадагаскарі. Як вважають, географічно обмежений. Був зібраний на 80 м. над рівнем моря. Передбачається, що це наземний вид. Відомий з перехідного, сухого листяного з колючими кущами лісу. Був записаний в злегка порушеному лісі.

## Загрози та охорона
Загрожують перетворення лісу в сільськогосподарські землі й пожежі. Нині знаходиться не в межах захищеної зони, однак, Ліс Мікея перебуває в процесі становлення охоронної території.